# 5293 Bentengahama
5293 Bentengahama este un asteroid din centura principală de asteroizi.

## Descriere
5293 Bentengahama este un asteroid din centura principală de asteroizi. A fost descoperit pe 23 ianuarie 1991 la Kushiro de Masanori Matsuyama și Kazuro Watanabe. Asteroidul prezintă o orbită caracterizată de o semiaxă mare de 2,67 ua, o excentricitate de 0,11 și o înclinație de 13,9° în raport cu ecliptica.